# Marion (Kansas)
Marion település az Amerikai Egyesült Államok Kansas államában, Marion megyében, melynek megyeszékhelye is. Lakosainak száma 1922 fő (2020. április 1.).

## Népesség
A település népességének változása:

| 2010 | 1 927 |
| 2020 | 1 922 |